# Mammuthus rumanus
Mammuthus rumanus е изчезнал вид едър бозайник от семейство Слонове (Elephantidae). Той е един от най-ранните представители на изчезналия род Мамути (Mammuthus). Видът е бил разпространен в плиоцен на територията на днешна Източна Европа. Фосилни останки са открити от Румъния до остров Великобритания. Фосилни находки са открити и в североизточна България като добре запазена долна челюст от представител е изложена в екомузея в Русе.
Видът е един от ранните мамути мигрирал от Африка през Леванта в Евразия. Макар и слабо познат вероятно той е важно звено в еволюцията и разпространението на мамутите в цяла Евразия.